# مجرة منتشرة هائلة

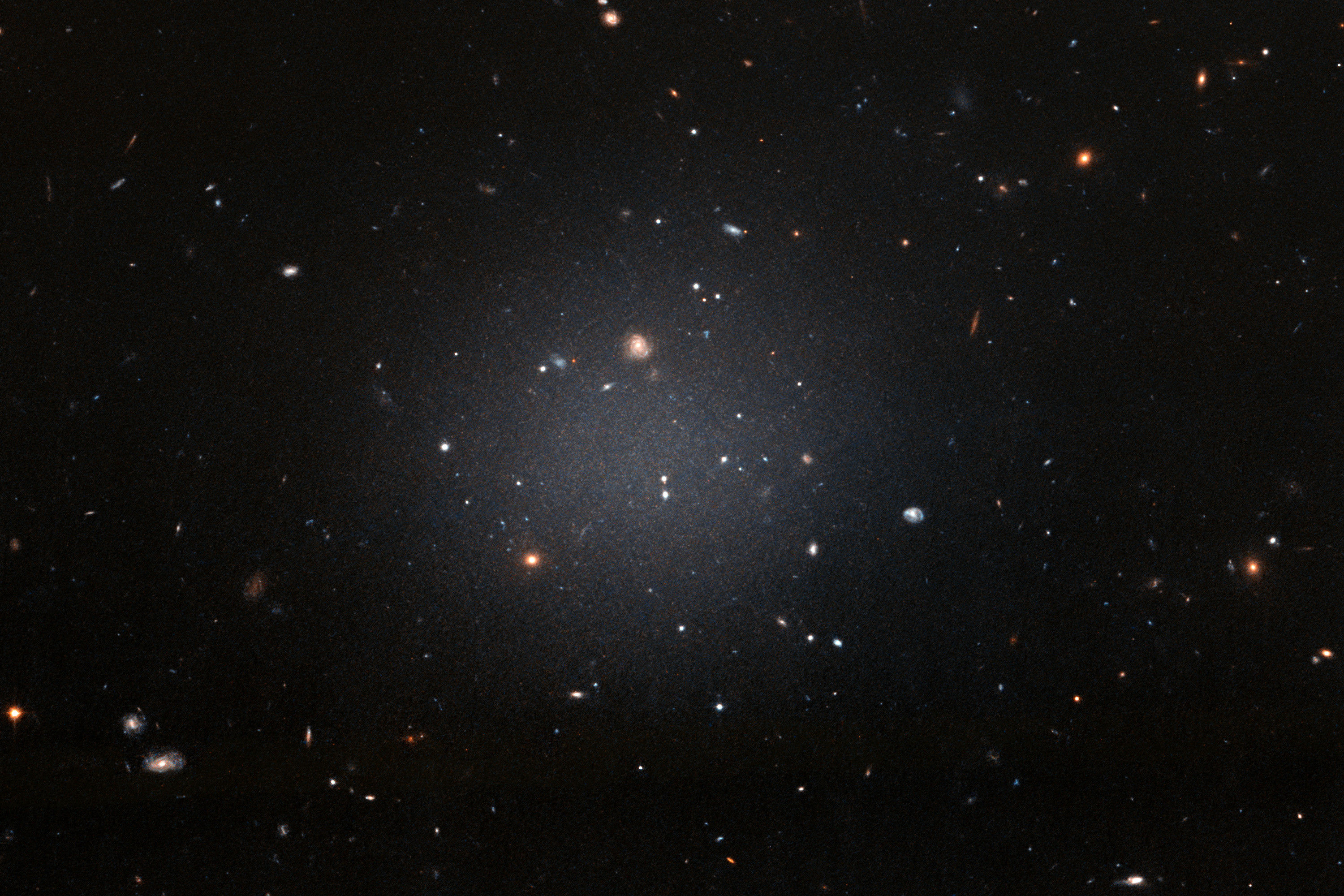

مجرة منتشرة هائلة (بالإنجليزية: ultra diffuse galaxy)‏(UDG) هي مجرة منتشرة على مساحة كبيرة وخافتة وذات كثافة منخفضة للغاية . وقد يكون لهذه المجرة نفس حجم مجرة درب التبانة ولكن عدد النجوم المرئية 1٪ فقط. وسبب ضعف المعان يرجع إلى عدم وجود غاز لتشكيل النجوم في المجرة . وهذا يؤدي إلى انخفاض عدد النجوم في المجرة.
مجرات (UDG) توجد في عنقود كوما المجري حوالي 330 مليون سنة ضوئية من الأرض، وبأقطار من 60 كيلو سنة ضوئية (18 كيلو فرسخ فلكي) (أكثر من نصف حجم مجرتنا) ولكن عدد النجوم 1٪ فقط مقارنة مع مجرة درب التبانة.
تتوزع مجرات (UDG) في عنقود كوما المجري بشكل مساوي للمجرات الساطعة في العنقود وهذا يشير إلى أن بيئة العنقود تجرد الغاز من المجرات، وبشكل مماثل في مناطق قوى المد والجزر المجرية وهذا يشير إلى وجود قطع كبيرة من المادة المظلمة تجمع المجرات معا تحت ضغط عالي
مجرة اليعسوب 44 (بالإنجليزية: Dragonfly 44)‏ مجرة منشرة هائلة في عنقود كوما المجري عمليات رصد سرعة دوران تشير إلى كتلة تعادل حوالي تريليون كتلة شمسية، حولي نفس كتلة درب التبانة. وهذا أيضا يتفق مع حوالي 90 من الحشود الكروية التي رصدت حول اليعسوب 44. ومع ذلك، فإن المجرة تصدر 1٪ فقط من الضوء مقارنة مع مجرة درب التبانة. في 25 أغسطس عام 2016، أفاد علماء الفلك أن اليعسوب 44 قد تكون تتكون بالكامل تقريبا من المادة المظلمة.